# Квітневе (Коростишівська міська громада)
Квітне́ве (колишня назва — Войташівка, у 1946—1963 роках — Дубовець) — село в Україні, у Коростишівській міській територіальній громаді Житомирського району Житомирської області. Чисельність населення становить 341 особу (2001).

## Історія
На 1617 рік містечко Войташувце належало волинському стольнику Адамові Юзефу Олізару-Волчкевичу (польськ. — Adam Józef Olizar-Wołczkiewicz).
У 1628 році Войташівка (польськ. — Wojtaszówka, Woytaszówka) у власності київського земського підсудка Лукаша Вітовського (польськ. — Łukasz Witowski).
Протягом 1648—1660 рр. Войташівка входила до складу Білоцерківського полку української держави Військо Запорозьке. До «Реєстру Війська Запорозького 1649 року» вписано 39 осіб козацького стану, що мешкали у сотенному містечку Войташівці. Сотником був тоді Іван Ященко.
У період національної революції багато сіл Коростишівського ключа були зруйнованими, а мешканці загинули. До того ж, продовжувались набіги турків, які забирали людей у полон. Ця участь не оминула й Войташівку.
Коли у лютому 1657 р. через Брусилів, їдучи до Гетьмана Богдана Хмельницького в Чигирин, проїжджав Петро Парчевич, то він у своїх записках назвав Брусилів першим «городом», який йому зустрівся після виїзду з Корця. Тобто весь простір між Корцем і Брусиловом був тоді пусткою, а саме там і мала б бути Войташівка.
Після 1660 р. Войташівка була зайнята військами Речі Посполитої.
У травні 1665 р. Войташівкою заволодів повстанський отаман Данило Васильович, який звав себе «овруцьким полковником» і узгоджував свої дії з московським урядом.
Проте після його відступу до Києва у листопаді 1665 року Войташівкою знову заволоділи війська Речі Посполитої. До коростишівського маєтку повертаються Олізари і поступово заселяються спустошені села.
Так, у 1783 році в Войташівці числилось 55 жителів.
В середині XIX століття Войташівка разом з іншими володіннями Густава Пилиповича Олізара відійшла його сину Каролю.
У 1864 році тут проживало 220 чоловік, з яких 65 — римо-католики. Православний прихід — церква Св. Михаїла у селі Вільня, католицький — костел Різдва Пресвятої Діви Марії у Коростишеві.
В 1900 році село входило до Коростишівської волості Радомишльського повіту Київської губернії. У 58 дворах проживало 421 чоловік. За селом числилось 267 десятин орної землі.
13 листопада 1921 р. під час Листопадового рейду через Войташівку проходила Волинська група (командувач — Юрій Тютюнник) Армії Української Народної Республіки.
В 1930 році в селі було організовано колгоспи «Ударник» та «VIII з'їзду Рад». В 1951 році їх об'єднано в один — ім. Фрунзе, що спеціалізувався на вирощуванні хмелю.
У червні 1946 року Войташівка отримала нову назву — Дубовець, від назви річки Дубовець, що протікає селом.
5 серпня 2016 року включене до складу новоутвореної Коростишівської міської територіальної громади Коростишівського району Житомирської області. Від 19 липня 2020 року, разом з громадою, в складі новоствореного Житомирського району Житомирської області.